# Paul Bellón
Paul Bellón Saracho (ur. 4 czerwca 1997 w Guadalajarze) – meksykański piłkarz pochodzenia francuskiego występujący na pozycji środkowego obrońcy, od 2022 roku zawodnik Leónu.